# Elisha Gray

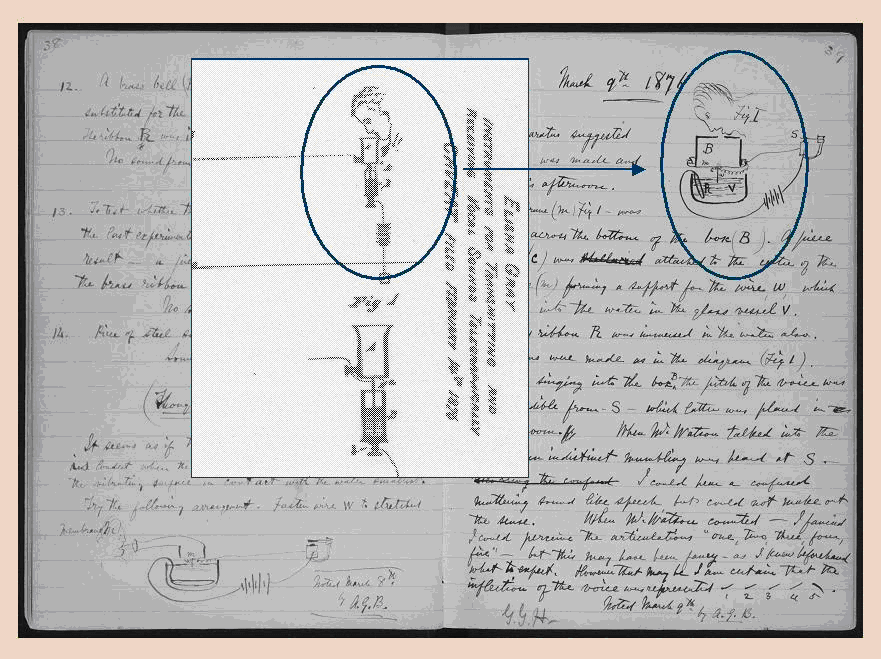
Srovnání podobností části Grayova náčrtku ze 14. února 1876 let a Bellových zápisků z 8. března

Elisha Gray (8. února 1835 Barnesville, Ohio – 21. ledna 1901 Newtonville, Massachusetts) byl americký vynálezce, elektrotechnik, spoluzakladatel Western Electric Manufacturing Company. Největší slávu mu přinesl na výstavě v roce 1876 v Highland Park ve státě Illinois prototyp telefonu. To je považováno za některými za skutečného vynálezce telefonu s proměnným odporem, a to navzdory skutečnosti, že patent získal Alexander Graham Bell.
Gray je také považován za otce moderního syntezátoru. Získal více než 70 patentů.

## Telefon
Gray zaregistroval v americkém patentovém úřadu popis vynálezu zařízení: „..vysílající zvuky lidského hlasu přes telegrafní obvod a reproduktor na konci přijímacím linky tak, že spolu mohou rozmlouvat lidé, kteří jsou ve značné vzdálenosti od sebe navzájem“. Jednalo se o rozvinutí technického nápadu, který vyústil jeho patenty č. US166095 a US166096 v roce 1875. Patent obsahoval popis a výkresy zařízení, bez požadavků na testování.
Tuto registraci potvrdil patentovému úřadu Greyův advokát v pondělí ráno 14. února 1876 ve stejný den, kdy v dopoledních hodinách bez ohledu na podanou žádost, byl přijat patent právníka zastupujícího Alexandra Grahama Bella. Pořadí podání žádostí je předmětem diskusí, ale první zkonstruování lze přičíst Grayovi.

## Některé Greyovy patenty
- Electric Telegraph for Transmitting Musical Tones, 27. července 1875[6]
- Improvement in Electric Telegraph for Transmitting Musical Tones, 27. července 1875[7]
- Automatic Circuit-Breakers for Electro-Harmonic Telegraphs, 15. února 1876[8]
- Electro-Harmonic Telegraph, 15. února 1876[9]
- Telephonic Telegraph Apparatus, 11. dubna 1876[10]
- Electro-Harmonic Telegraph, 16. ledna 1877[11]
- Art of Telegraphy, červenec 1888 (writing telegraph or telautograph)[12]
- Telautograph, červenec 1888[13]
- Telautograph, říjen 1891[14]
- Art of and Apparatus for Telautographic Communication, říjen 1891 (zlepšená rychlost a přesnost)[15]
- Telautograph, únor 1893[16]
- Telautograph, duben 1893[17]